# Jacob Moe Rasmussen
Jacob Moe Rasmussen (Amager, 19 januari 1975) is een Deens voormalig wielrenner. 

## Belangrijkste overwinningen
1999
2e etappe Ronde van Argentinië
2002
Fyen Rundt
2003
Fyen Rundt
2004
3e etappe Ringerike GP
Fyen Rundt
2005
CSC Classic
Fyen Rundt
2006
4e en 5e etappe Ringerike GP
3e, 4e en 5e etappe Ronde van Loir-et-Cher
Eindklassement Ronde van Loir-et-Cher
2008
 Deens kampioen ploegentrijdrit op de weg, Elite

## Ploegen
- 1997 - Ros Mary (stagiair vanaf 1 september)
- 1999 - Acceptcard Pro Cycling
- 1999 - Acceptcard
- 2000 - Memorycard-Jack & Jones
- 2001 - CSC-Tiscali
- 2002 - EDS-Fakta
- 2003 - Team Fakta
- 2004 - Team PH
- 2005 - Team GLS
- 2006 - Team GLS
- 2007 - Team GLS
- 2008 - GLS - Pakke Shop